# 黄花海芙蓉
黄花海芙蓉（学名：[Limonium wrightii var. luteum] 错误：{{Lang}}：文本有斜体标记（帮助））为白花丹科补血草属下的一个变种。

## 扩展阅读
- 維基物種上的相關：黄花海芙蓉